# Zgrada nekadašnje Poljoprivredne zadruge (Pokupsko)
Zgrada nekadašnje Poljoprivredne zadruge nalazi se u Pokupskom.

## Opis
Zgrada nekadašnje Poljoprivredne zadruge Pokupsko smještena je južno od župne crkve u povijesnom središtu naselja Pokupsko.Reprezentativna građevina kvadratnoga tlocrta blago razvedenih obrisa sagrađena je u prvoj polovini 20. stoljeća kao gradska stambeno-poslovna kuća. Nakon oštećenja u Domovinskom ratu 90-ih godina 20. stoljeća zgrada je izložena daljnjem propadanju, te je danas u lošem građevinskom stanju. Izvorno je zgrada nekadašnje Poljoprivredne zadruge bila djelomično podrumljena visoka prizemnica zaključena trostrešnim krovištem pokrivenim biber crijepom prekinutim na zapadnoj strani poligonalnim lomljenim krovištem poligonalnoga istaka u formi tornja te poluskošenim zabatom na južnoj strani. Građena je opekom i završno obrađena glatkom žbukom bez specifičnih stilskih obilježja i arhitektonske plastike. Tlocrtni raspored formiran je unutar kvadratnoga tlocrta s uličnom orijentacijom prostorija nekadašnje javne ili poslovne namjene, dok su stambene prostorije bile smještene u istočnom dijelu kuće. Stropne konstrukcije prizemlja bile su drveni grednik, dok je podrum presvođen pruskim svodom.
Iako je zgrada nekadašnje Poljoprivredne zadruge Pokupsko u lošem građevinskom stanju, predviđa se njezina skorašnja obnova i prenamjena u prostor za javne društvene i kulturne potrebe čime će se vratiti izvorna arhitektonska svojstva jedine građevine urbane tipologije u ruralnoj jezgri Pokupskoga koja svojim reprezentativnim volumenom i oblikovanjem s karakterističnim istakom u formi tornja te položajem u naselju ostvaruje značajnu ambijentalnu i povijesnu vrijednost.

## Zaštita
Pod oznakom P-5414 zavedena je kao nepokretno kulturno dobro - pojedinačno, pravna statusa zaštićena kulturnog dobra, klasificirano kao "kulturno-povijesna cjelina".